# سازمان امور اراضی کشور
سازمان امور اراضی کشور یکی از سازمان‌های زیرمجموعهٔ وزارت جهاد کشاورزی است. رئیس این سازمان معاون وزیر جهاد کشاورزی محسوب می‌شود.

## تاریخچه

### پیش از انقلاب
در دی ماه ۱۳۴۰ قانون اصلاحات ارضی تصویب شد و پس از رفراندوم ششم بهمن ۱۳۴۱ به مرحله اجرا درآمد. در سال ۱۳۴۰ شورای عالی اصلاحات ارضی ایران بر اساس ماده ۷ قانون اصلاحی قانون اصلاحات ارضی و به‌منظور تعیین روش و خط مشی واحد و نظارت بر حسن اجرای وظایف پیش‌بینی شده، در قوانین اصلاحات ارضی تشکیل شد. در آبان ماه ۱۳۴۶ قانون تشکیل وزارت اصلاحات ارضی و تعاون روستایی تصویب و در تاریخ ۵ آذر ۱۳۴۶ ابلاغ شد. در اسفندماه سال ۱۳۴۹ قانون تشکیل وزارت تعاون و امور روستاها به جای وزارت اصلاحات ارضی و تعاون روستایی تصویب و ابلاغ شد. بر اساس این قانون سازمان اصلاحات ارضی به‌عنوان زیرمجموعه وزارت جدید تأسیس شد.

### پس ازانقلاب
در فروردین ماه ۱۳۵۹ قانون نحوه احیاء و واگذاری زمینهای کشاورزی در حکومت جمهوری اسلامی ایران تهیه و به تصویب شورای انقلاب رسید. در راستای قانون نحوه احیا و واگذاری زمینهای کشاورزی در حکومت جمهوری اسلامی ایران ستاد مرکزی هیاتهای هفت نفره واگذاری زمین با هدف واگذاری زمینهای موات و منابع ملی به روستاییان و کشاورزان در سراسر کشور تأسیس شد. در خرداد ۱۳۷۰ مجمع تشخیص مصلحت نظام ادامه روند اصلاحات ارضی را قانونی اعلام کرد. از این تاریخ مجدداً تشکیلات اصلاحات ارضی در وزارت کشاورزی ساماندهی شد. در بهمن ماه ۱۳۷۱ از ادغام تشکیلات سازمان اصلاحات ارضی و ستاد مرکزی هیاتهای هفت نفره، سازمان امور زمینهای کشور تأسیس شد. سازمان امور زمینهای کشور از این تاریخ به‌عنوان سازمانی مستقل و وابسته به وزارت کشاورزی (و پس از ادغام وزارت جهاد کشاورزی) با تنوعی از وظایف و ماموریت‌های حاکمیتی فعالیت می‌کند.

## شرح وظایف
هدف سازمان عبارت از برنامه‌ریزی و تعیین خط مشی در حدود وظایف سازمان و انجام وظایف محول شده در خصوص کلیه زمینهای غیر شهری مشمول حوزه فعالیت و اختیارات وزارت کشاورزی در سطح کشور است. وظایف اساسی سازمان در حدود وظایف و اختیارات وزارت کشاورزی (جهادکشاورزی) عبارت است از:
- انجام کلیه وظایف، اقدامات و تکالیف قانونی مرتبط با هدف سازمان که توسط مراجع ذیصلاح بر عهده وزارت کشاورزی (جهاد کشاورزی) یا سازمان گذاشته شده یا می‌شود.
- انجام اقدامات لازم به‌منظور حفظ حقوق دولت در هر یک از انواع زمینهای مشمول قوانین مربوط به حوزه وظایف و اختیارات وزارت کشاورزی (جهاد کشاورزی).
- تهیه و تدوین مقدمات لازم برای تثبیت مالکیت‌های شرعی و قانونی، حفظ یکپارچگی زمینها و حفظ کاربری زمینهای کشاورزی با رعایت حقوق متقابل مردم و دولت.
- اجرای قوانین و مقررات مربوط به اصلاحات ارضی و رفع اشتباهات ناشی از واگذاری و حل اختلاف موجود در این زمینه.
- مطالعه و جمع‌آوری اطلاعات مربوط به اراضی کشاورزی کشور و تهیه و تنظیم شناسنامه برای این قبیل زمینها.
- کمک به توسعه سطح زیرکشت از طریق تملک و واگذاری اراضی مشمول قوانین مربوط به وظایف سازمان.
- ایجاد فرصتهای شغلی برای روستاییان بی‌زمین و کم‌زمین از طریق واگذاری زمین.
- ایجاد فرصتهای مناسب برای تحصیل کردگان و فارغ‌التحصیلان رشته‌های مختلف کشاورزی از طریق واگذاری زمین.
- واگذاری زمین برای طرحهای زراعی، باغبانی و نظایر آنها.